# Sybra narai
Sybra narai là một loài bọ cánh cứng trong họ Cerambycidae.